# Arctiocossus antargyreus
Arctiocossus antargyreus är en fjärilsart som beskrevs av Felder 1874. Arctiocossus antargyreus ingår i släktet Arctiocossus och familjen träfjärilar. Inga underarter finns listade i Catalogue of Life.